# Liste des titres musicaux numéro un en France en 1978
Cette page liste les singles classés n°1 des ventes de disques en France durant l'année 1978.

## Numéros un par semaine

### Classement des chansons
| Semaine | Sortie       | Artiste                             | Titre                      |
| ------- | ------------ | ----------------------------------- | -------------------------- |
| 1       | 7 janvier    | Adriano Celentano                   | Don't Play That Song       |
| 2       | 14 janvier   | Adriano Celentano                   | Don't Play That Song       |
| 3       | 21 janvier   | Umberto Tozzi                       | Ti amo                     |
| 4       | 28 janvier   | Umberto Tozzi                       | Ti amo                     |
| 5       | 4 février    | Umberto Tozzi                       | Ti amo                     |
| 6       | 11 février   | Umberto Tozzi                       | Ti amo                     |
| 7       | 18 février   | Umberto Tozzi                       | Ti amo                     |
| 8       | 25 février   | Umberto Tozzi                       | Ti amo                     |
| 9       | 4 mars       | Umberto Tozzi                       | Ti amo                     |
| 10      | 11 mars      | Umberto Tozzi                       | Ti amo                     |
| 11      | 18 mars      | Umberto Tozzi                       | Ti amo                     |
| 12      | 25 mars      | Umberto Tozzi                       | Ti amo                     |
| 13      | 1er avril    | Claude François                     | Alexandrie Alexandra       |
| 14      | 8 avril      | Claude François                     | Alexandrie Alexandra       |
| 15      | 15 avril     | Claude François                     | Alexandrie Alexandra       |
| 16      | 22 avril     | Claude François                     | Alexandrie Alexandra       |
| 17      | 29 avril     | Claude François                     | Alexandrie Alexandra       |
| 18      | 6 mai        | Bonnie Tyler                        | It's a Heartache           |
| 19      | 13 mai       | Bonnie Tyler                        | It's a Heartache           |
| 20      | 20 mai       | Bonnie Tyler                        | It's a Heartache           |
| 21      | 27 mai       | Bonnie Tyler                        | It's a Heartache           |
| 22      | 3 juin       | Bonnie Tyler                        | It's a Heartache           |
| 23      | 10 juin      | Bonnie Tyler                        | It's a Heartache           |
| 24      | 17 juin      | Bonnie Tyler                        | It's a Heartache           |
| 25      | 24 juin      | Boney M                             | Rivers of Babylon          |
| 26      | 1er juillet  | Boney M                             | Rivers of Babylon          |
| 27      | 8 juillet    | Boney M                             | Rivers of Babylon          |
| 28      | 15 juillet   | Michel Sardou                       | En chantant                |
| 29      | 22 juillet   | Michel Sardou                       | En chantant                |
| 30      | 29 juillet   | Michel Sardou                       | En chantant                |
| 31      | 5 août       | Michel Sardou                       | En chantant                |
| 32      | 12 août      | Michel Sardou                       | En chantant                |
| 33      | 19 août      | Michel Sardou                       | En chantant                |
| 34      | 26 août      | Michel Sardou                       | En chantant                |
| 35      | 2 septembre  | Michel Sardou                       | En chantant                |
| 36      | 9 septembre  | Michel Sardou                       | En chantant                |
| 37      | 16 septembre | John Travolta et Olivia Newton-John | You're the One That I Want |
| 38      | 23 septembre | John Travolta et Olivia Newton-John | You're the One That I Want |
| 39      | 30 septembre | John Travolta et Olivia Newton-John | You're the One That I Want |
| 40      | 7 octobre    | John Travolta et Olivia Newton-John | You're the One That I Want |
| 41      | 14 octobre   | John Travolta et Olivia Newton-John | You're the One That I Want |
| 42      | 21 octobre   | John Travolta et Olivia Newton-John | You're the One That I Want |
| 43      | 28 octobre   | John Travolta et Olivia Newton-John | You're the One That I Want |
| 44      | 4 novembre   | John Travolta et Olivia Newton-John | You're the One That I Want |
| 45      | 11 novembre  | John Travolta et Olivia Newton-John | You're the One That I Want |
| 46      | 18 novembre  | John Travolta et Olivia Newton-John | You're the One That I Want |
| 47      | 25 novembre  | John Travolta et Olivia Newton-John | You're the One That I Want |
| 48      | 2 décembre   | John Travolta et Olivia Newton-John | You're the One That I Want |
| 49      | 9 décembre   | John Travolta et Olivia Newton-John | You're the One That I Want |
| 50      | 16 décembre  | John Travolta et Olivia Newton-John | You're the One That I Want |
| 51      | 23 décembre  | Noam                                | Goldorak                   |
| 52      | 30 décembre  | Noam                                | Goldorak                   |